# Canon de marine EOC de 12 pouces/45 calibres
Le canon de marine EOC de 12 pouces/45 calibres est le nom de différents canons navals semblables de calibre 12 pouces conçus et fabriqués par Elswick Ordnance Company pour équiper les navires que la société mère Armstrong Whitworth construisait et armer plusieurs pays avant la Première Guerre mondiale.

## Histoire

### En service au Brésil

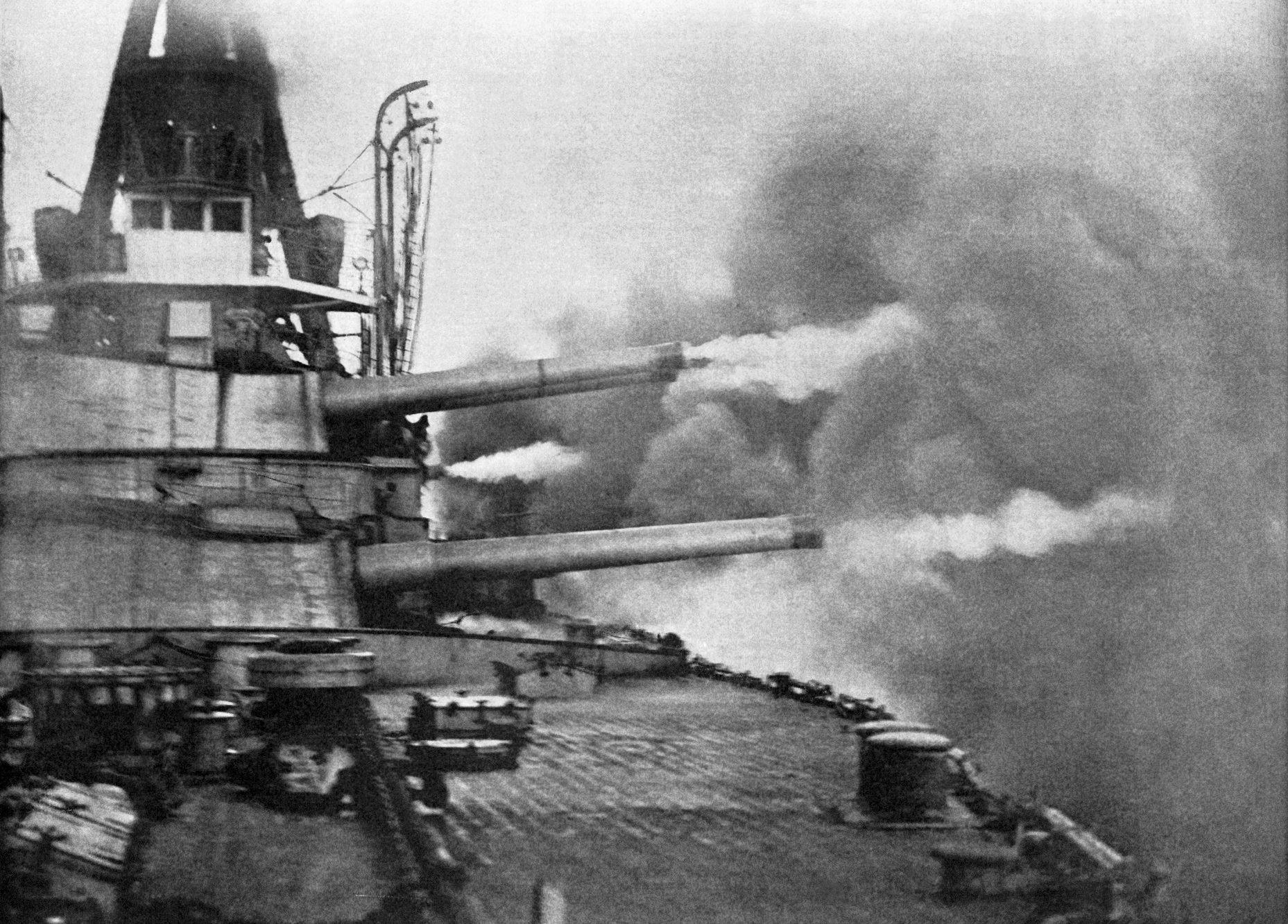
Tirs des canons du cuirassé brésilien Minas Geraes.

Elswick fournit et installa ses canons de 12 pouces/45 calibres pour équiper les cuirassés de la classe Minas Geraes. L’entreprise livra également des canons à Vickers en 1910 pour le Brésil.

### En service au Royaume-Uni

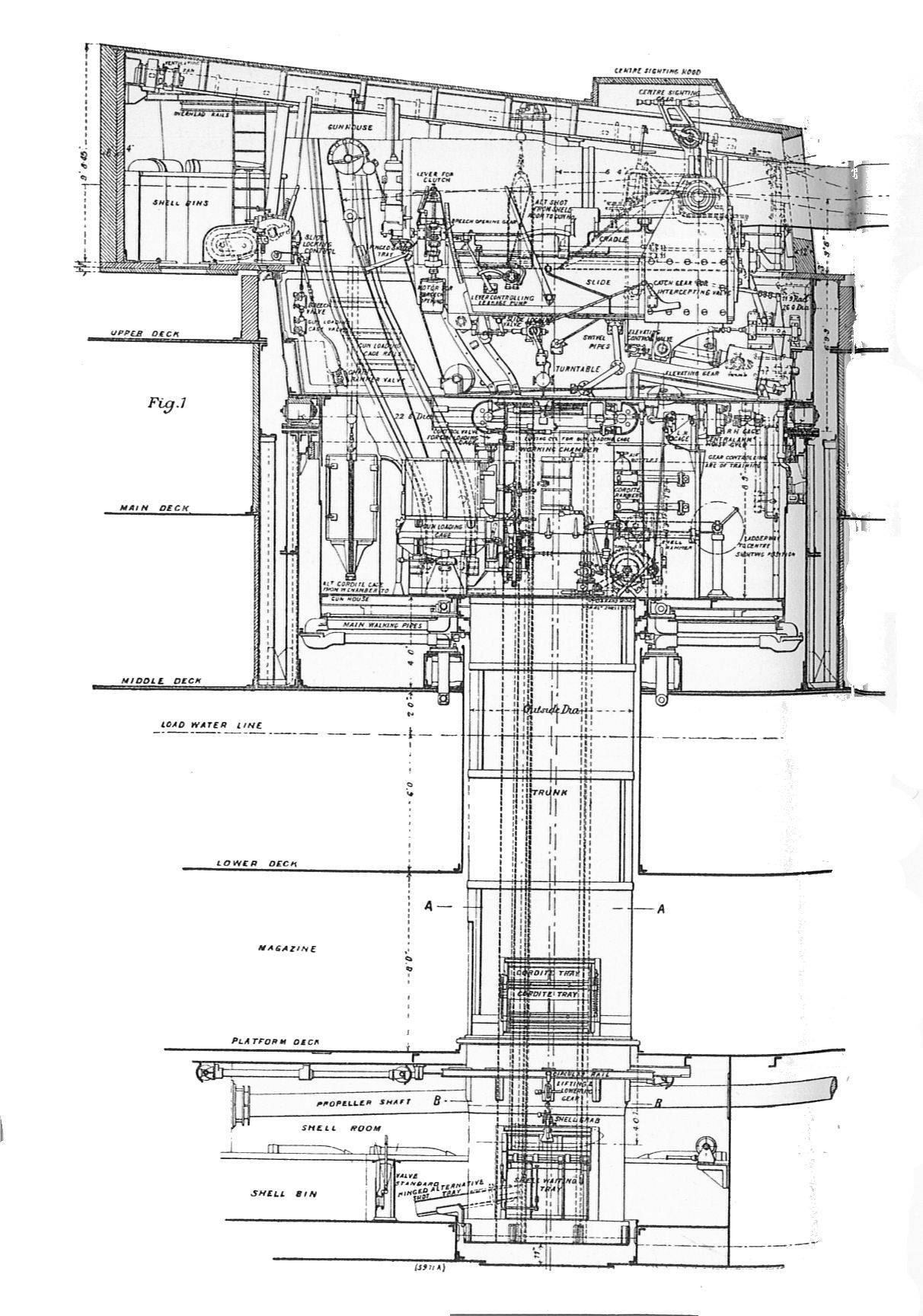
Section de barbette et abri de canon du.

Lorsque la Première Guerre mondiale commença, Elswick terminait le cuirassé Sultân Osmân-ı Evvel pour l'Empire ottoman, qui était destiné à l'origine au Brésil sous le nom de Rio de Janeiro. Il était armé de 14 canons d'une version tardive du canon naval de 12 pouces/45 calibres fabriqué par Elswick. Le cuirassé fut terminé sous le nom de HMS Agincourt et servit dans la Royal Navy lors de la Première Guerre mondiale, avec ses canons connu sous la désignation BL 12 inch Mk XIII. La performance du canon était similaire au canon équivalent standard de la Royal Navy, le BL 12 pouces Mk X, conçu par Vickers.

### En service au Japon
Elswick fournit ses canons de calibre 12 pouces/45 calibres à la marine impériale japonaise, et ils furent également fabriqués sous licence au Japon. Dans la marine au Japon, à partir de 1908, ils furent nommés canon de 12"/45 Type 41e année et plus tard, après que la marine s'est convertie au système métrique en 1917, 30 cm/45 Type 41e année. Ils équipèrent les classes de navires suivants:
- Cuirassés de la classe Kashima, mis en service en 1906
- Croiseurs de bataille de la classe Ibuki, mis en service en 1907 et 1911
- Croiseurs de bataille de la classe Tsukuba, mis en service en 1908
- Mikasa, re-armé en 1908
- Cuirassés de la classe Satsuma, mis en service en 1910 & 1912
- Cuirassés de la classe Kawachi, mis en service en 1912

## Exemplaires subsistants
- Sur le cuirassé japonais Mikasa, à Yokosuka, au Japon